# Les Poètes de sept ans
Les Poètes de sept ans est un poème en alexandrins d'Arthur Rimbaud daté par lui du 26 mai 1871 et figurant dans la lettre qu'il adresse à Paul Demeny le 10 juin.
Le poème comporte 64 vers alexandrins divisé en 6 paragraphes de longueur inégale : 4 - 12 - 14 - 13 - 11  et 10 vers. Il se présente comme une sorte d'étude biographique, écrite à l'imparfait et à la troisième personne.

## Contexte
Le manuscrit du poème se trouve dans la lettre que Rimbaud envoie le 10 juin à Paul Demeny, poète et éditeur parisien. Dans cette lettre, le poète demande à Demeny de « brûler tous les vers qu['il] fu[t] assez sot pour [lui] donner » précédemment. De cette manière Rimbaud voulait-il ouvrir une nouvelle période de sa vie de poète, optant pour un nouveau style, plus personnel, incisif et radical ? Suivant cette option, Les Poètes de sept ans serait un poème de transition important dans son œuvre. La période de sa rédaction correspond aux semaines qui suivent la fin de la Commune de Paris, il suit les deux Lettres du voyant des 13 et 15 mai et précède de peu le manifeste poétique qu'est le sonnet Voyelles et le chef-d'œuvre qu'est Le Bateau ivre.

## Postérité
Le poème a été mis en musique, dit et chanté par Léo Ferré, avec neuf autres poèmes de Rimbaud, dans son album Verlaine et Rimbaud (1964).